# Суха Река (Шуменська область)
Су́ха Река́ (болг. Суха река) — село в Шуменській області Болгарії. Входить до складу общини Великий Преслав.

## Населення
За даними перепису населення 2011 року у селі проживали 96 осіб.
Національний склад населення села:
| Національність   | Кількість осіб | Відсоток |
| ---------------- | -------------- | -------- |
| болгари          | 31             | 63,3%    |
| турки            | 18             | 36,7%    |
| цигани           | 0              | 0%       |
| інша             | 0              | 0%       |
| не визначились   | 0              | 0%       |
| Всього відповіли | 49             |          |

Розподіл населення за віком у 2011 році:
Динаміка населення: